# Puszcza Mokowska
Puszcza Mokowska – nieistniejący już duży kompleks leśny, znajdujący się pierwotnie w środkowej części Pojezierzy Południowobałtyckich, w większości na terenie dzisiejszych powiatów gnieźnieńskiego, wrzesińskiego i słupeckiego. Jeszcze u schyłku średniowiecza olbrzymie połacie środkowej Wielkopolski były pokryte lasami i puszczami. Od XV wieku lasy te zaczęły się stopniowo przerzedzać. W wyniku wzmożonego osadnictwa, pod koniec XV i na początku XVI wieku wykarczowano Puszczę Mokowską. Nazwa puszczy pochodzi od niewielkiej wsi Mąkownica, która pierwotnie leżała na jej obszarze.